# Tela de corteza

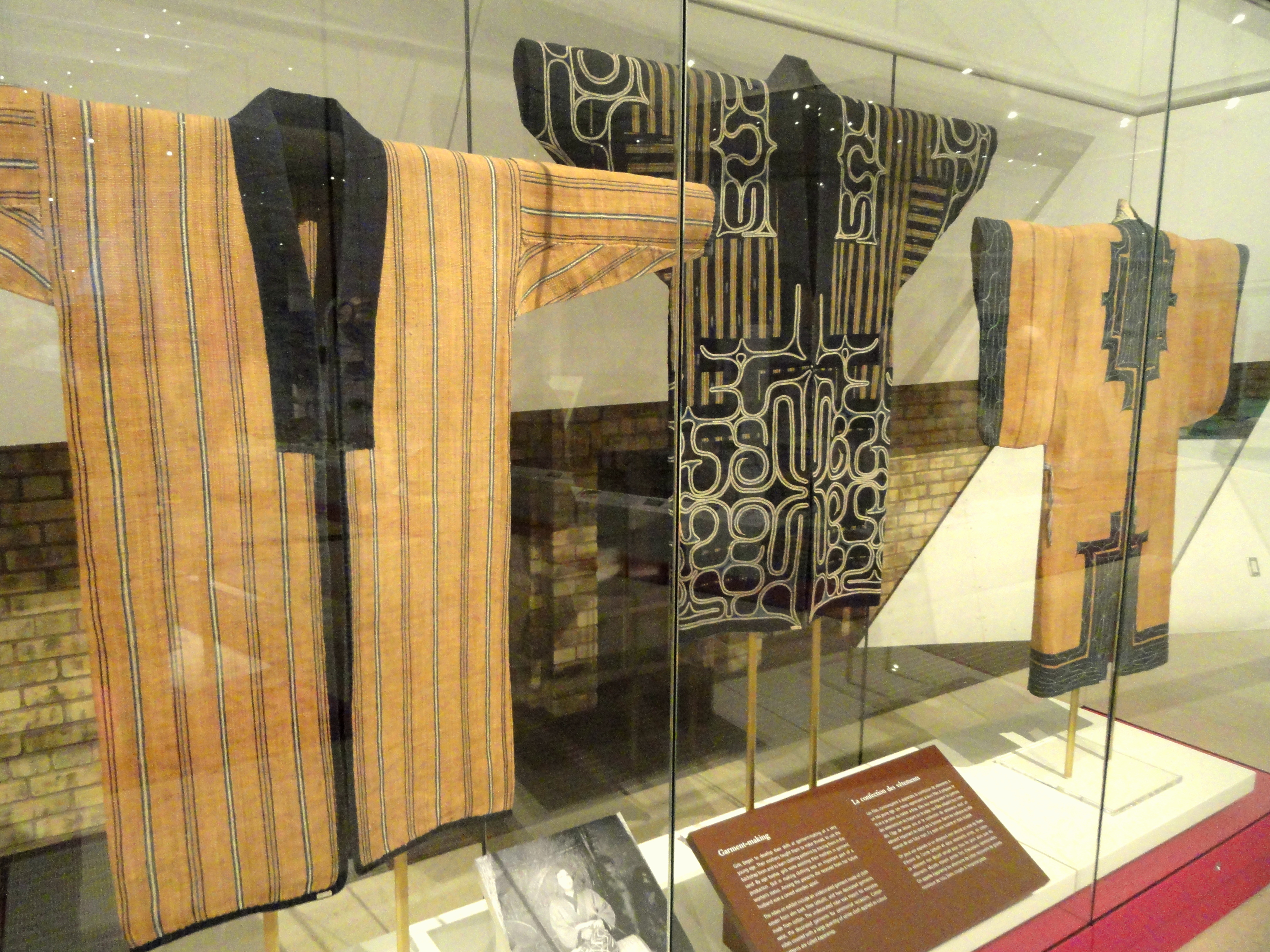
Ropa Ainu. Museo Real de Ontario.

La tela de corteza vegetal es un material versátil que alguna vez fue común en Asia, África, Indonesia y el Pacífico. La tela de corteza proviene principalmente de los árboles de la familia Moraceae, incluyendo  Broussonetia papyrifera, Artocarpus altilis, y Ficus. Se fabrica golpeando tiras empapadas de la corteza fibrosa interior de estos árboles para formar hojas, que luego se utilizan para fabricar una variedad de artículos. Numerosos textos que mencionan a prendas de vestir de «papel» se refieren en realidad a indumentaria confeccionada con tela de corteza. 
En la actualidad, la tela de corteza es una tela suave, gruesa, levemente texturada, llamada así porque tiene una superficie áspera como la corteza de árbol. Esta tela de corteza suele ser fabricada por lo general con tejido de fibras de algodón de gran densidad. Históricamente, la tela se ha utilizado en muebles para el hogar, como cortinas, cortinas, tapizados y fundas. 
A menudo se asocia con las modas de las décadas 1940 a 1960, especialmente con estampados tropicales, abstractos, «atómicos» y «boomerang», los dos últimos temas se expresan por las imágenes de los átomos con neutrones girando, y por la forma de boomerang, que eran muy populares a mediados del siglo XX. Waverly, una famosa casa de diseño de textiles y revestimientos de paredes entre 1923 y 2007, llamaron a su versión de este paño tela de rinoceronte, posiblemente a causa de su superficie áspera.